# Isauro Arancibia
Isauro Arancibia (Monteros, 25 de marzo de 1926 - San Miguel de Tucumán, 24 de marzo de 1976) fue un maestro y dirigente sindical argentino, oriundo de Monteros, provincia de Tucumán. Fue uno de los fundadores de la Confederación de Trabajadores de la Educación de la República Argentina (CTERA) junto a Alfredo Bravo, Simón Furlán, Marina Vilte y Juan Carlos Comínguez. Fue asesinado en la madrugada del día del inicio del golpe de Estado en Argentina de 1976.
Fue maestro rural desde muy joven. Llegó a dirigir la Agremiación de Tucumana de Educadores Provinciales (ATEP), y desde allí impulsó la unidad de todos los gremios, principalmente con la FOTIA de Atilio Santillán. Fue protagonista del proceso de unidad que llevaría a la fundación de CTERA, de la que fue su Secretario General Adjunto.
En la noche del 24 de marzo de 1976, un grupo de tareas integrado por policías y civiles irrumpió en el local de ATEP, donde Arancibia vivía junto a su hermano Arturo. Con dos escopetas de caza, resistieron y dieron muerte a uno de los asesinos, antes de perder ellos la vida. El cuerpo de Isauro Arancibia tenía ciento veinte balazos, y el de su hermano Arturo, setenta.
En su homenaje, una decena de escuelas argentinas llevan su nombre, como es el caso del Centro Educativo Isauro Arancibia destinado a la educación de jóvenes y adultos. Al igual que el auditorio de la Central de los Trabajadores Argentinos y diversas agrupaciones sindicales docentes. El documental “Maestros del viento” relata su vida, al igual que el libro “La oruga sobre el pizarrón”, del escritor tucumano Eduardo Rosenzvaig.